# Nagy-csatorna
A Nagy-csatorna (egyszerűsített írásjegyekkel: 大运河; hagyományos írásjegyekkel: 大運河; pinjin: Dà Yùnhé) csatornarendszer Kínában, amely a Jangce (Yangtze) alsó folyásának rizstermő vidékeit köti össze az észak-kínai politikai centrumokkal, Hangcsou (Hangzhou) városától Pekingig. Összességében körülbelül 1794 km hosszú, ezzel a világ legnagyobb mesterséges vízi útjaként tartható számon. Érinti Tiencsin (Tianjin)t, valamint Hopej (Hebei), Santung (Shandong), Csiangszu (Jiangsu) és Csöcsiang (Zhejiang) tartományokat. A világörökség része.
Megépítését az tette szükségessé, hogy Kína természetes vízi útjai többnyire nyugat-kelet irányúak, s az észak-déli szállítás nagy nehézségekbe ütközött. Első szakaszát a Huaj (Huai) folyó és a Jangce között az i. e. 500 körül ásták ki. A maihoz közelítő formájában a Szuj (Sui)-dinasztia Szuj Jang-ti (Sui Yangdi) nevű hírhedt császárának uralkodása alatt épült ki 605-ben. Fő funkciója az volt, hogy a déli adógabonát eljuttassa a fővárosba és az északon állomásozó hadseregekhez. A Tang-korban vált jelentőssé, ettől fogva egészen a 19. századi vasútépítésekig a kínai belső kereskedelem egyik legfontosabb útvonala volt. Gyakran elpusztították a háborús konfliktusok idején, betemetődött, de mindig újjáépítették. Déli szakaszának a 21. század elején is nagy a gazdasági, közlekedési fontossága.